# Giovanni Poggi
Pour les articles homonymes, voir Poggi.
Giovanni Poggi (né à Florence le 11 février 1880  et mort dans la même ville 27 mars 1961) est un historien italien et conservateur de musée, ,, , , .

## Biographie
Né à Florence de Luigi et Assunta Papini, Giovanni Poggi est diplômé en littérature de l' Istituto di studi superiori di Firenze en 1902 et  consacre sa vie à la recherche archivistique et à l'étude des arts. Il commence sa carrière le 12 juin 1902 en tant que fonctionnaire de l'Antiquité et des Beaux-Arts à la suite de l'adoption de la loi d'État numéro 185 («Conservation des monuments, objets d'art et antiquités») . À partir de 1904, il est inspecteur extraordinaire de la Regie Gallerie de Florence puis directeur du Museo nazionale del Bargello à partir de 1906 et des Offices à partir de 1912. Il a également fondé et co-édité le Rivista d'arte .

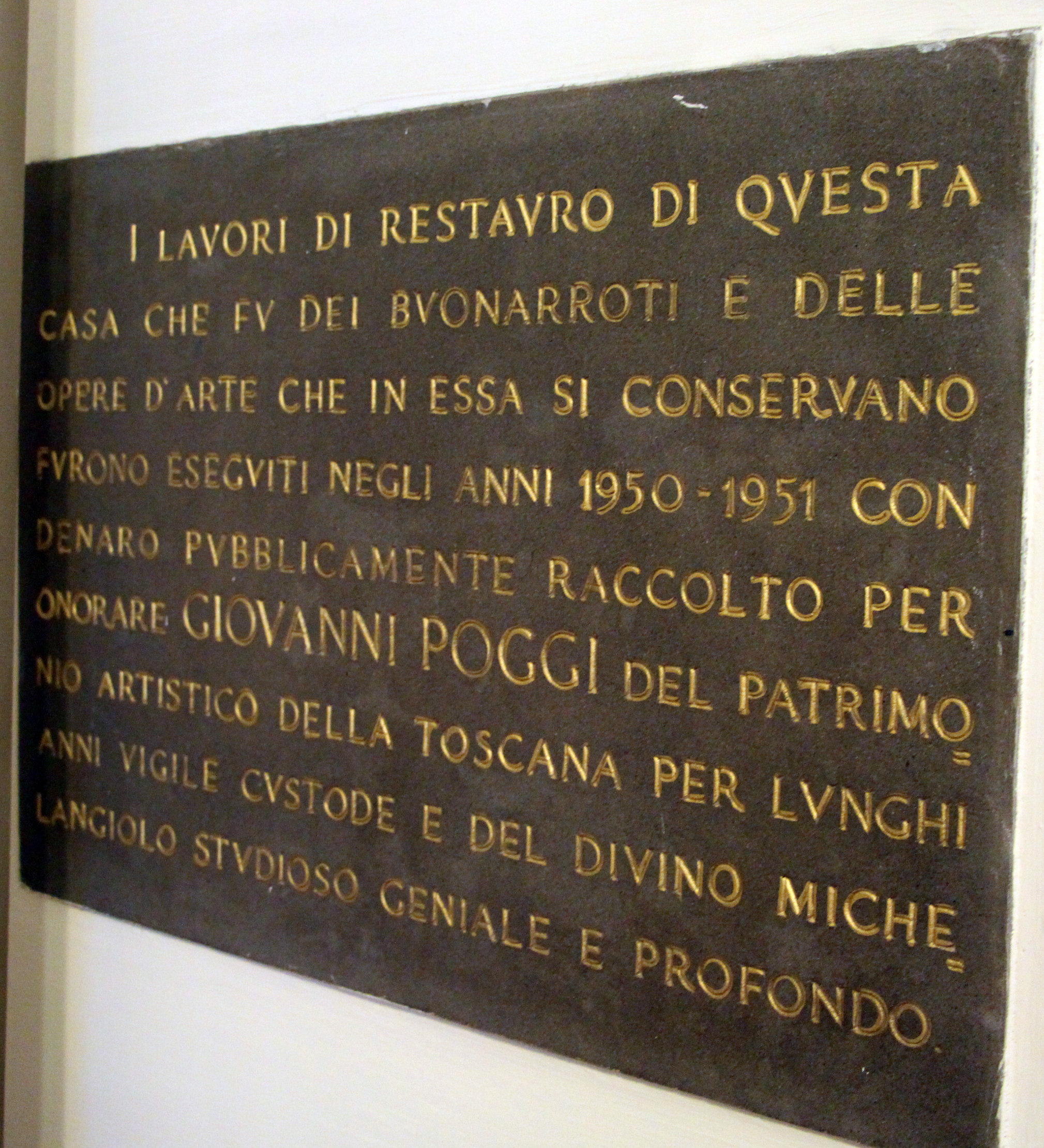
Casa Buonarroti, plaque commémorant la restauration de Poggi, 1951

En 1913, il réussit à récupérer la Joconde, volée au Louvre deux ans plus tôt,   par Vincenzo Peruggia qui espérait le revendre et a pris contact avec Poggi, qui à son tour a contacté le marchand d'art florentin Alfredo Geri pour vérifier l'authenticité de l'œuvre. 
Poggi a également mis en place un plan pour sauvegarder les œuvres d'art de Florence après l'entrée de l'Italie dans la Seconde Guerre mondiale en 1940, identifiant plusieurs endroits sûrs pour héberger les objets et s'assurant ainsi qu'ils ne soient pas endommagés par les bombardements et hors de portée du pillage nazi. Il a pris sa retraite en 1949 après avoir atteint la limite d'âge, mais la commune de Florence a décidé qu'elle qu'il continue à superviser les instituts et les monuments. Giovanni Poggi est mort à Florence en 1961.

## Publications
- « Un tondo di Benedetto da Maiano, Bollettino d'Arte, 1, 1908 ».